# Faculdade Paulista de Artes
A Faculdade Paulista de Artes é uma instituição brasileira de ensino superior que oferece cursos de graduação, pós-graduação e cursos livres, criada com o intuito de desenvolver as Artes no estado de São Paulo.
Artistas premiados e de sucesso como Marjorie Estiano, Beto Sargentelli e Andréia Horta, formaram-se na instituição.

## Histórico
A instituição foi fundada em 1998, pelo Prof. Dr. Luiz Rogério Telles Scaglione. Seu recredenciamento foi publicado pelo MEC através da Portaria nº 534, de 2 de junho de 2015, publicada no Diário Oficial da União de 3/06/2015.

## Cursos

### Graduação
- Licenciatura em Artes Visuais
- Licenciatura em Dança
- Licenciatura em Música
- Licenciatura em Teatro
- Bacharelado em Arquitetura e Urbanismo
- Bacharelado em Design de Moda
- Bacharelado em Design
- Bacharelado em Publicidade e Propaganda
- Bacharelado em Musicoterapia

### Graduação tecnológica
- Design de Interiores
- Design de Moda

### Pós-graduação
- Arteterapia
- Arte-Educação
- Contação de Histórias
- Educação Musical
- História da Arte
- Psicopedagogia
- Regência Coral
- Teatro-Educação